# Ловац (Звечан)
Ловац (алб. Llovac) је насеље у општини Звечан, Косово и Метохија, Република Србија.

## Географија
Ловац је планинско село у склопу брда Лединака, Никољбрда и Главице, са кућама ниже Дубља, а једна усамљена, Дробњака, је на Башчинама у Бијелом Потоку. Њиве и ливаде су на местима која се називају Дивна Раван, Пресло, Требенова, Јова, Орловац, шумовита Главица, Зечевица и на Кућишту у Требеновском Потоку; испаше су на Чунковим

## Историја
Ловачка села спомињу се у српским средњовековним изворима, па је, по свој прилици, и ово село тада било ловачко, да лови дивљач за владаоца и његову властелу. Као „митровичко село“ (код Митровице) Ловац је забележен 1769. и 1832. године. Оно је било спаљено 1941, а обновљено 1942. Ниже Дубља, непосредно до кућа је старо и данашње гробље и у њему остаци од црквине (тесани „крш“ и „тугле“). На Кућишту се не зна чије су биле куће. Године 1948. село је имало 100 становника. Њега су основали косовски родови вероватно у почетку 18. века.

## Порекло становништва по родовима
- Караџић (1 кућа, слава Св. Никола), предак пореклом из косовског Коиловца.[1]
- Дробњаци, Орловићи, Недељковићи (11 кућа, слава Ђурђевдан), дошли по позиву Караџића из колашинског Горњег Срмца у коме је и сада велики род Орловићи, имају одсељене одељаке Миленковиће у Крушчици и у Тврђану у копаоничком Ибру.
- Трамбовићи (3 куће, слава Св. Ђорђе) су Херцеговци, предак стигао у Козарево, па прешли на данашње место у првој половини прошлога века.

## Демографија
Према проценама из 2009. године које су коришћене за попис на Косову 2011. године, ово место је ненасељено
| Година       | 1948 | 1953 | 1961 | 1971 | 1981 | 1991 | 2011 |
| ------------ | ---- | ---- | ---- | ---- | ---- | ---- | ---- |
| Становништво | 100  | 116  | 115  | 76   | 19   | 11   | 0    |

|  |